# New World (álbum)
New World es el segundo álbum de estudio lanzado por la banda japonesa Do As Infinity en febrero del 2001.

## Detalles
El álbum no contiene canciones que se hayan convertido en grandes hits, pero sin duda los sencillos "We Are.", "Desire" y la misma "new world" hicieron de este álbum el primer n.º en Oricon obtenido por la banda. Primeras ediciones del álbum incluyeron como bonus track una versión orquestada del sencillo "Yesterday & Today", y también incluye una nueva versión del tema "Wings", originalmente b-side del primer sencillo de la banda.
Sin duda una de las canciones que más destaca del álbum es "SUMMER DAYS", que se ha convertido en una de las más emblemáticas del grupo a pesar de no haber tenido promoción alguna como sencillo como alguna otra cosa. Es una de las únicas canciones de la banda que están completamente en inglés, y se ha convertido en una de las preferidas de los fanes , siendo siempre una de las canciones que la banda tocaba dentro de sus conciertos. En el 2005 la canción fue elegida una de las gustadas por los fanes en una encuesta dentro de la página oficial de Do As Infinity.
Este es también el último álbum donde en su libreto aparecen fotografías de Dai Nagao como el terecr integrante de Do As Infinity. Después de este lanzamiento Nagao pasaría a estar en la sombra de la banda, ocupándose exclusivamente de la composición y producción de nuevos temas, y Tomiko junto con Ryo serían la cara visible. Las fotografías ocupadas para el álbum fueron originalmente para ser exclusivamente del sencillo "We are.", pero posteriormente también fueron decididas para ser parte del álbum.

## Lista de canciones
1. new world
2. GURUGURU
3. Desire
4. We Are.
5. Snail
6. Eien (永遠 Eternidad?)
7. rumble fish
8. Holiday
9. 135
10. Wings 510
11. SUMMER DAYS
12. Yesterday & Today (Versión orquesta de cuerdas)

- Datos: Q1934486